# 依仁灯柱
依仁灯柱，位于中华人民共和国浙江省温州市文成县黄坦镇，是浙江省省级文物保护单位之一。
2017年1月19日，依仁灯柱被列入第七批浙江省文物保护单位，该文物保护单位是一座古建筑。